# Chiesa di Santa Grata inter Vites
Santa Grata è stata una matrona cristiana vissuta tra III e IV secolo a Bergamo; ebbe in questa città una devozione tanto viva da avere due chiese a lei dedicate: la chiesa di Santa Grata inter Vites (tra la coltivazione della vite) si trova in via Borgo Canale 38, di fronte alla scalinata di san Gottardo, fuori dalla porta di sant'Alessandro, costruita sul luogo dove fu sepolta la santa ed è così chiamata per distinguerla dalla chiesa di Santa Grata in Columnellis, in via Arena.

## Storia
Il primo documento che cita una cappella dedicata a questa santa è il testamento del gasindio regio Taido del 774 dove veniva nominata una "basilica Sancte Grate" sita "prope civitate Bergomate".
Nel sinodo dei rappresentanti delle chiese del 1304 si trova una pre Pergaminus de Sancte Grate inter vite tra le chiese si Bergamo sottoposte a censimento. Documento del 1347 cita: 
 Dal 1360 quando per ordinanza di Bernabò Visconti si pagarono tasse ed imposte al clero, vennero allora registrate tutte le chiese e i monasteri di Bergamo, viene indicata la capela civitalis Bergami indicandone due benefici. La chiesa è stata consacrata nel 1399 come risulterà nella visita di san Carlo Borromeo del 24 settembre 1575. Da questa visita pastorale risultano presenti 1200 fedeli, officiata da sette sacerdoti, un diacono, e cinque chierici absque titulo.

La chiesa originaria si trovava ad un livello inferiore. Venne distrutta nel 1529, con la chiesa e monastero di San Gottardo, come tanta parte della borgata, per colpa dei mercenari al soldo del Conte di Caiazzo che doveva difendere la città,
(9 novembre 1529-Donato Calvi)
 Nel 1561 nuovamente oggetto di demolizione parziale, per la costruzione delle mura veneziane. Riedificata su progetto di Achille Alessandri, solo nel XVIII secolo, e subì vari restauri e modifiche fino alla fine del XIX secolo con la costruzione della cappella dedicata a San Pellegrino Laziosi e la modifica delle cappelle laterali su progetto di Elia Fornoni.
Gli ultimi cambiamenti vennero effettuati nel 1937 con l'ampliamento del presbiterio, ricavando uno spazio per il coro.

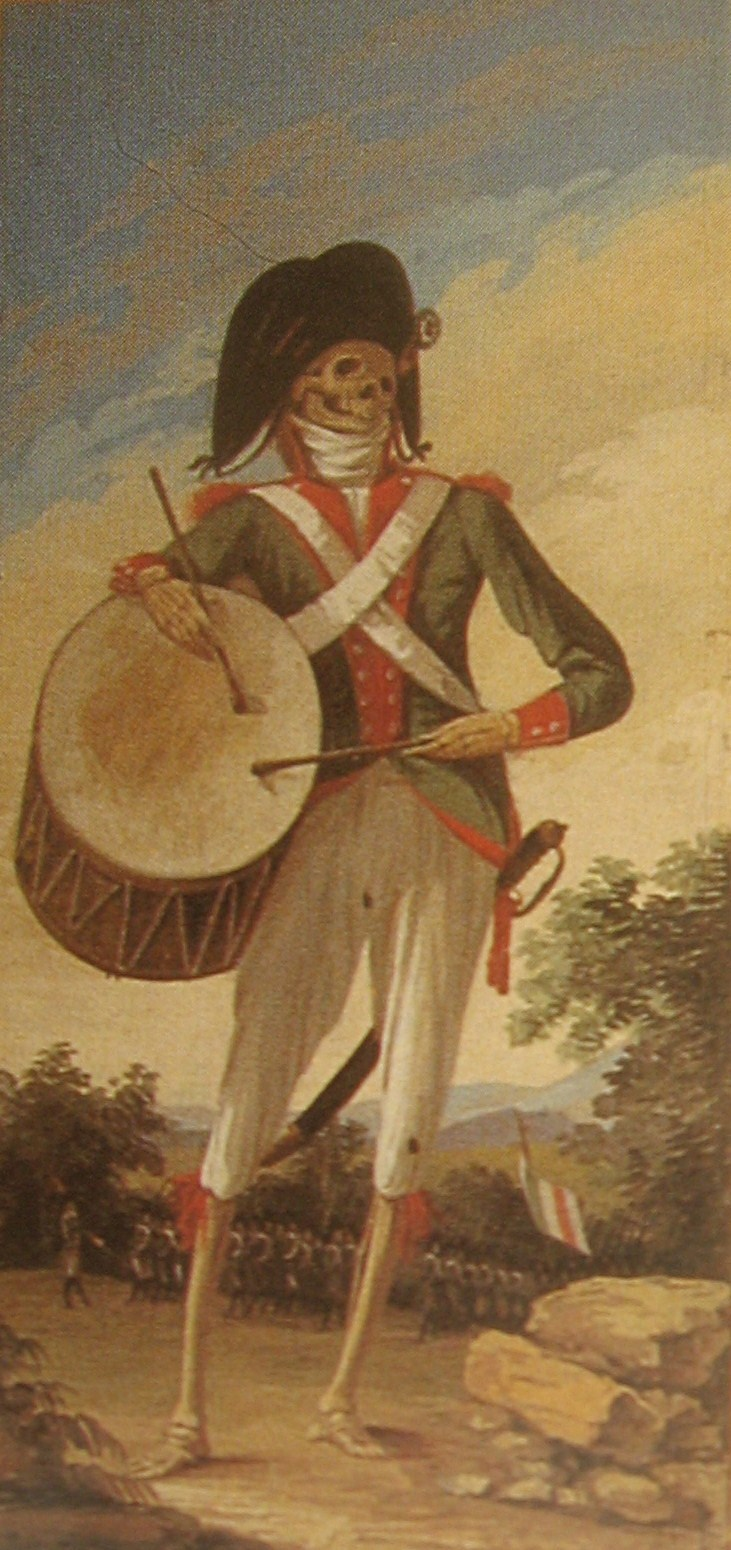
Bonomini, il tamburino della Cisalpina

## Descrizione

### Esterno
La facciata della chiesa è rivolta a nord, di fronte alla scalinata di San Gottardo, che conduceva al monastero omonimo posto al termine della salita soppresso nel 1798. La facciata ha un grande arco inquadrato in alte lesene corinzie, dove sono posizionate le statue della metà del XVIII secolo di santa Grata e san Lupo di Anton Maria Pirovano, del medesimo periodo è la torre campanaria.

### Interno
L'interno della chiesa si presenta a croce greca con la grande cupola centrale decorata da Francesco Polazzo con un affresco raffigurante la Gloria di Santa Grata del biennio 1739- 1740, mentre i pennacchi sono stati affrescati da Giovanni Riva nei primi del Novecento. L'abside è decorata con l'affresco di Santa Grata che porge la testa di Sant'Alessandro e San Lupo eseguito da Gian Giacomo Barbelli nel 1653.
Sulla parete di sinistra, sopra il fonte battesimale, vi è posta una targa a memoria del luogo di battesimo del musicista Gaetano Donizetti, il cui certificato originale è ora conservato presso il Museo storico.
Dal tema originale sono i sei dipinti del Bonomini, pittore nato e vissuto in prossimità della chiesa posti dietro l'altare raffiguranti scheletri vestiti: la coppia borghese, il tamburino, un frate nell'atto di dipingere, scheletri che compiono azioni e movimenti dei vivi.
La parete della controfacciata ospita la tela di Marcantonio Cesareo del 1642 raffigurante Flagellazione di Cristo dipinto che riprende quello a medesimo soggetto di Enea Salmeggia del 1609 della Chiesa di Santa Maria della Passione, e il dipinto Orazione di Gesù nell'orto inizialmente attribuito a Chiara, la figlia di Salmeggia , proprio per la vicinanza alle opere salmeggiane.